# Homohuwelijk in Zweden
Het homohuwelijk in Zweden is legaal sinds 1 mei 2009. Het is het zevende land dat het homohuwelijk uitvoert. Op 1 april 2009 keurde het Zweedse parlement de wet goed, zes van de zeven regeringspartijen steunden dit. De oppositiepartijen, met aan het hoofd de sociaaldemocraten, waren ook vóór invoering van de wet, net als de Zweedse Kerk en de meerderheid van de bevolking.
Uit de Eurobarometer van 2006 bleek dat Zweden de op een na hoogste acceptatie van het homohuwelijk kent (na Nederland), met 71% vóór. De steun voor adoptie door homoparen was 51%.